# Denario delle idi di marzo
Il denario delle idi di marzo, noto anche come Denario di Bruto o EID MAR, è un denario fatto coniare da Marco Giunio Bruto dal 43 al 42 a.C. 
La moneta fu coniata per celebrare l'assassinio di Giulio Cesare il 15 marzo 44 a.C.. La moneta presenta sul dritto un busto di Bruto, che era uno dei congiurati, mentre sul rovescio presenta un pileo tra due pugnali. Oltre ai denari sono noti anche degli aurei con rovescio simile. Esistono circa 100 monete d'argento, ma solo tre esemplari in oro sono sopravvissuti.

## Origine
La moneta presenta al rovescio la legenda EID MAR (abbreviazione di Eidibus Martiis – alle idi di marzo) data del Cesaricidio, il 15 marzo del 44 a.C. Bruto appare sul dritto con un suo busto, volto a destra. 
Il rovescio della moneta mostra un pileo affiancato da due pugnali. EID MAR appare sul rovescio sotto i pugnali per commemorare l'assassinio di Cesare durante le Idi di marzo. Il pileo era un simbolo romano di libertà ed era spesso indossato dagli schiavi liberati di recente. I pugnali rappresentano le armi usate per uccidere Cesare.
Il conio delle monete avvenne tra il 43 e il 42 a.C., in coincidenza con la guerra civile tra i cesariani e i cesaricidi. Le monete furono coniate da una "zecca militare" che viaggiava con Bruto. Le monete furono ordinate da Bruto e prodotte da Lucius Plaetorius Cestianus, forse per pagare l'esercito di Bruto. L'emissione della moneta suggerisce che l'assassinio sia stato legittimato dallo stato, ma non lo era. L'assassinio di Giulio Cesare non era sostenuto da tutti i Romani. Il conio della moneta può anche essere una dichiarazione politica o una propaganda commissionata dagli assassini di Cesare.

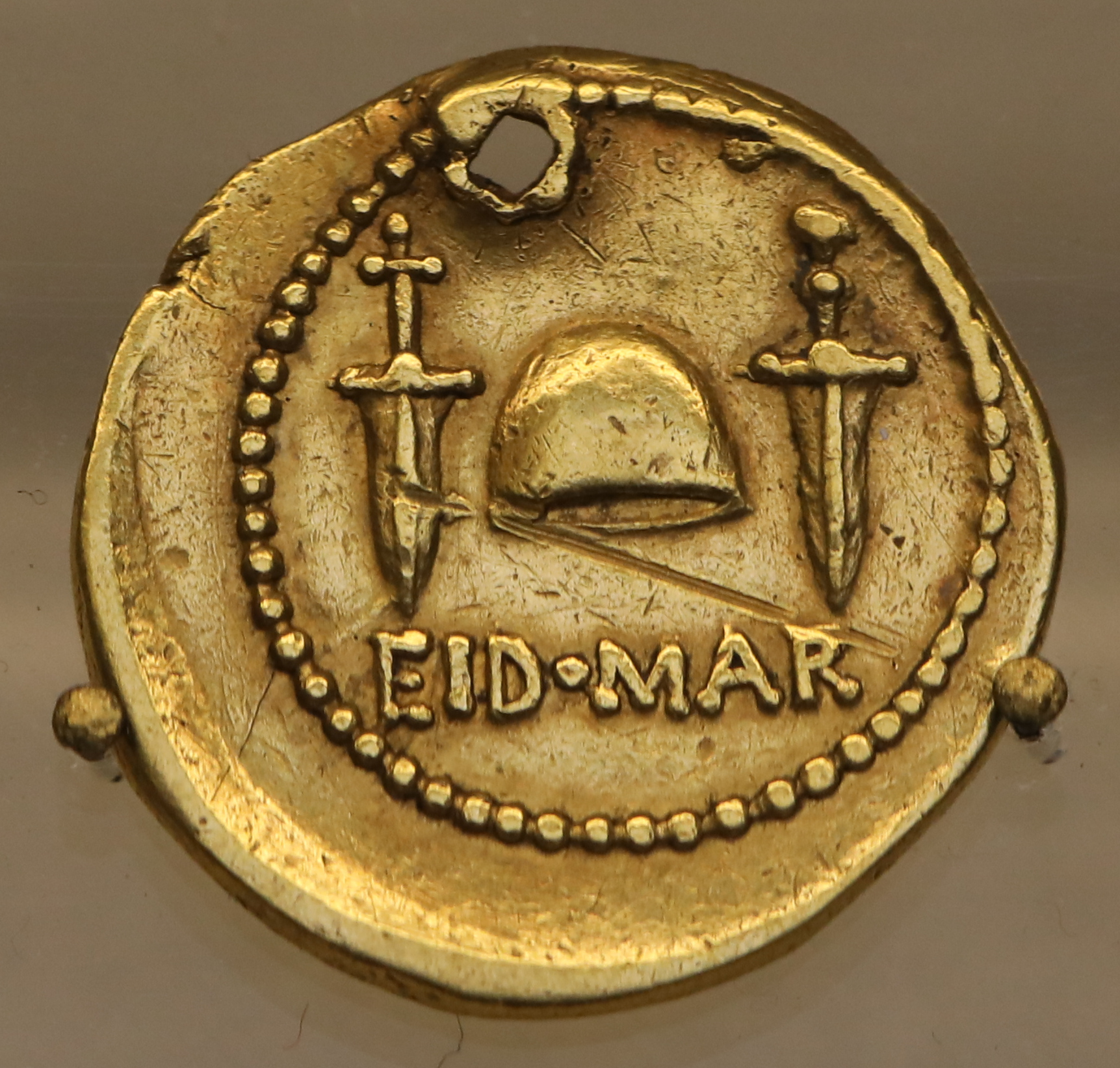
Aureo dell'Eid Mar

Un'interpretazione dei simboli della moneta è che lo stato romano fu liberato dalla schiavitù con l'assassinio di Cesare.